# Карпино (Волховский район)
Карпино — деревня в Пашском сельском поселении Волховского района Ленинградской области.

## История
На карте Санкт-Петербургской губернии Ф. Ф. Шуберта 1834 года упоминается деревня Карпина, состоящая из 32 крестьянских дворов.

КАРПИНА — деревня принадлежит Казённому ведомству, число жителей по ревизии: 37 м. п., 51 ж. п.. (1838 год)

Деревня Карпина из 32 дворов отмечена на карте Ф. Ф. Шуберта 1844 года.

КАРПИНО — деревня Ведомства государственного имущества, по просёлочной дороге, число дворов — 16, число душ — 43 м. п. (1856 год)

КАРПИНО НА ПАШЕ — деревня казённая при реке Паше, число дворов — 23, число жителей: 70 м. п., 72 ж. п.

КАРПИНА (СКОРОДУМОВО) — деревня казённая при реке Паше, число дворов — 7, число жителей: 21 м. п., 17 ж. п. (1862 год)

Сборник Центрального статистического комитета описывал её так:

КАРПИНА ПЕРВАЯ (ПАША) — деревня бывшая государственная при реке Паше, дворов — 17, жителей — 80; лавка. (1885 год)

Согласно епархиальным сведениям 1899 года деревня относилась к приходу церкви Рождества Христова Пашского погоста Новоладожского уезда в Надкопанье.
В конце XIX — начале XX века деревня административно относилась к Доможировской волости 3-го стана Новоладожского уезда Санкт-Петербургской губернии.
По данным «Памятной книжки Санкт-Петербургской губернии» за 1905 год, деревня называлась Карпина Первая (Паша) при реке Паша.
В 1917 году деревня входила в состав Доможировской волости Новоладожского уезда.
С 1917 по 1927 год деревня Карпино входила в состав Карпинского сельсовета Пашской волости Волховского уезда.
С 1927 года в составе Пашского района. В 1927 году население деревни Карпино составляло 212 человек.
По данным 1933 года деревня Карпино входила в состав Карпинского сельсовета Пашского района. Административным центром сельсовета являлась деревня Надкопанье.

Деревня Карпино на карте 1940 года

В 1953 году население деревни Карпино составляло 35 человек.
С 1955 года в составе Новоладожского района.
С 1963 года в составе Волховского района.
По данным 1966 года деревня состояла из двух частей Карпино левый берег и Карпино правый берег, и входила в состав Пашского сельсовета Волховского района.
По данным 1973 и 1990 годов деревня Карпино входила в состав Пашского сельсовета.
В 1997 году в деревне Карпино Пашской волости проживали 8 человек, в 2002 году — 11 человек (все русские).
В 2007 году в деревне Карпино Пашского СП проживали 2 человека, в 2010 году — постоянного населения не было.

## География
Деревня расположена в северо-восточной части района на автодороге 41К-193 (Паша — Загубье).
Расстояние до административного центра поселения — 8 км.
Расстояние до ближайшей железнодорожной станции Паша — 7 км.
Деревня находится на левом берегу реки Паша.

## Демография
| 1862 | 2002 | 2007 | 2010 | 2012 | 2017 |
| ---- | ---- | ---- | ---- | ---- | ---- |
| 142  | ↘11  | ↘2   | ↘0   | ↗1   | ↗3   |

### Национальный состав
Согласно данным Всероссийской переписи населения 2021 года в деревне проживали 2 человека, все русские.